# 14318 Buzinov
14318 Buzinov è un asteroide della fascia principale. Scoperto nel 1978, presenta un'orbita caratterizzata da un semiasse maggiore pari a 2,1925108 UA e da un'eccentricità di 0,2118037, inclinata di 4,51453° rispetto all'eclittica.